# Diez (Verbandsgemeinde)
Pour les articles homonymes, voir Diez.
Diez est une Verbandsgemeinde (collectivité territoriale) de l'arrondissement de Rhin-Lahn dans la Rhénanie-Palatinat en Allemagne. Le siège de cette Verbandsgemeinde est dans la ville de Diez.
La Verbandsgemeinde de Diez consiste en cette liste d'Ortsgemeinden (municipalités locales):

Localisation du Verbandsgemeinde de Diez dans l'arrondissement de Rhin-Lahn

| 1. Altendiez 2. Aull 3. Balduinstein 4. Birlenbach 5. Charlottenberg 6. Cramberg 7. Diez 8. Dörnberg 9. Eppenrod 10. Geilnau 11. Gückingen 12. Hambach | 1. Heistenbach 2. Hirschberg 3. Holzappel 4. Holzheim 5. Horhausen 6. Isselbach 7. Langenscheid 8. Laurenburg 9. Scheidt 10. Steinsberg 11. Wasenbach |